# Themes from William Blake's The Marriage of Heaven and Hell
Themes from William Blake's The Marriage of Heaven and Hell è il quarto album in studio della gruppo musicale Norvegese Ulver, pubblicato nel 1998 dalla Jester Records. 
Si tratta di una riproposizione in musica del libro di William Blake Il matrimonio del cielo e dell'inferno. La copertina dell'album è sulla confezione, mentre il libretto interno contiene le parti del testo di Blake da cui sono tratte le liriche.

## Descrizione
Pubblicato nel 1998, quest'album è stato il primo dei molti passi inattesi degli Ulver, differente da quanto questi avessero mai fatto in precedenza.
L'arrivo nella band di Tore Ylwizaker, che si occupò di parte della composizione e dell'architettura sonora, aggiunta all'espansione della ricerca artistica di Garm, ha portato la band a superare i confini del black metal e della sua estetica.
L'album è difficilmente catalogabile entro un singolo genere, comprendendo influenze che vanno dall'Avantgarde metal alla musica electronica, ed incorporando elementi della musica industriale, del progressive metal e della musica ambient.
Dal punto di vista dei testi, l'album esplora l'intero poema di William Blake, e comprende la partecipazione di molti musicisti esterni alla band.
Nonostante la confusione - ed a volte l'ostilità- generata nei fans del periodo precedente della band, l'album è stato accolto con molto favore dalla critica sia della scena rock/metal che di quella alternativa.
Tra gli altri riconoscimenti, è stato proclamato 'album del mese' da molte importanti riviste di settore quali Terrorizer, Metal Hammer, Rock Hard.
Sulla copertina, oltre al logo del gruppo e al titolo del disco, è raffigurato un Wolfsangel.

## Tracce
Disco uno
1. "The Argument Plate 2" – 4:03
2. "Plate 3" – 2:48
3. "Plate 3 Following" – 1:33
4. "The Voice of the Devil Plate 4" – 2:49
5. "Plates 5-6"  – 2:31
6. "A Memorable Fancy Plates 6-7"  – 4:24
7. "Proverbs of Hell Plates 7-10"  – 9:06
8. "Plate 11" – 2:01
9. "Intro" – 3:26
10. "A Memorable Fancy Plates 12-13"  – 5:59
11. "Plate 14" – 2:08
12. "A Memorable Fancy Plate 15" – 4:51
13. "Plates 16-17"  – 3:17

Disco due
1. "A Memorable Fancy Plates 17-20"  – 11:23
2. "Intro"  – 2:27'
3. "Plates 21-22"  – 3:11
4. "A Memorable Fancy Plates 22-24" – 4:50
5. "Intro"  – 3:59
6. "A Song of Liberty Plates 25-27"  – 26:23

Nell'ultima traccia sono presenti circa 20 minuti di silenzio, ed appaiono come ospiti anche Ihsahn e Samoth degli Emperor e Fenriz dei Darkthrone.

## Formazione
- Trickster G.(Kristoffer Rygg) - voce
- Tore Ylwizaker - programmazione
- Håvard Jørgensen - chitarre
- E. Lancelot - batteria
- Hugh Steven James Mingay - Bass
- Knut Magne Valle / Cavi, fili e suoni
- Stine Grytшyr - voce femminile
- Falch - Scratching
- Ihsahn - voce su "A Song Of Liberty"
- Samoth - voce su "A Song Of Liberty"
- Fenriz - voce su  "A Song Of Liberty"